# 丟勒的犀牛
《丟勒的犀牛》是德國藝術家阿爾布雷希特·丟勒於1515年創作的木刻版畫的通用名稱。丟勒從未親眼見過這頭犀牛——牠是自羅馬帝國時代以來歐洲首次見到的活體。此畫像基於1515年一頭被帶到里斯本的印度犀牛的匿名文字描述與簡略草圖。同年，葡萄牙國王曼努埃爾一世將這頭動物作為禮物贈予教宗良十世，但牠在意大利近海因船難喪生。直到1577年另一頭名為阿巴達的活犀牛從印度抵達葡萄牙的塞巴斯蒂昂宮廷前，歐洲再未見過活犀牛。
丟勒的木刻並非精確再現，他描繪的動物全身覆蓋如盔甲般的硬板，喉部有護喉甲，胸前有堅實胸甲，接縫處似有鉚釘；背部有小螺旋角，腿部有鱗片，後軀呈鋸齒狀。這些特徵在真實犀牛身上均不存在，儘管印度犀牛的皮膚深褶遠看確似鎧甲。
丟勒的木刻在歐洲廣受歡迎，往後三百年被多次複製；直至18世紀晚期仍被視為犀牛的真實形象，有人評價此作品「或許沒有其他動物畫像對藝術產生過如此深遠的影響」。最終，隨着更寫實的繪畫出現（尤其是1740至1750年代巡迴歐洲展出的克拉拉犀牛），此作逐漸被取代。

## 犀牛來歷

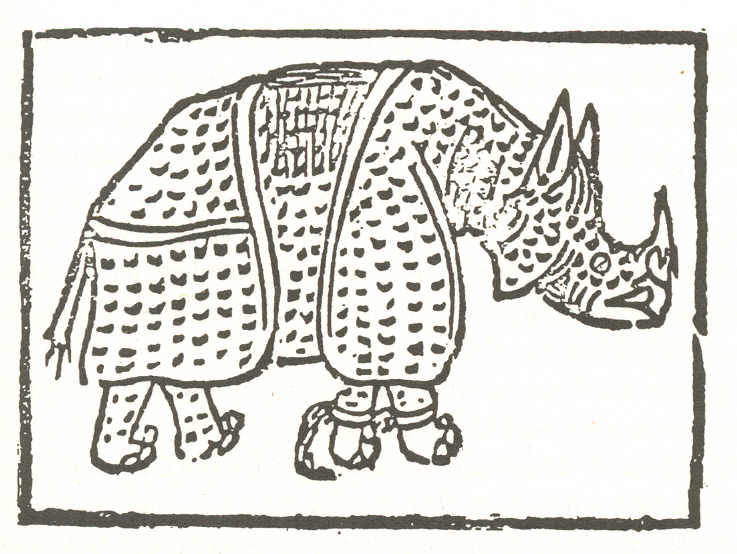
最早已知的犀牛版畫是相當原始的木刻，用作喬瓦尼·賈科莫·彭尼1515年7月在羅馬出版詩集的插圖。（塞維利亞哥倫比納圖書館）

1515年5月20日，一頭名為「尤利西斯」的印度犀牛從遠東抵達里斯本。1514年初，葡屬印度總督阿方索·德阿爾布克爾克派遣使節至坎貝（今古吉拉特）統治者穆扎法爾沙二世處，請求在第烏島建造堡壘。雖未達成協議，但雙方交換了外交禮物，其中包括這頭犀牛。當時各國統治者偶爾會互贈異國動物飼養於珍禽異獸園。這頭犀牛已相當適應圈養。阿爾布克爾克決定將禮物轉贈曼努埃爾一世，其古吉拉特語名稱「Genda」（丟勒在現藏大英博物館的原始素描下方註記）及印度飼養員奧塞姆隨行。牠於1515年1月乘「Nossa Senhora da Ajuda」號從果阿啟程，與兩艘伴航船載滿異國香料，穿越印度洋，繞過好望角北行大西洋，途中短暫停靠莫桑比克、聖赫勒拿島和亞速爾群島。

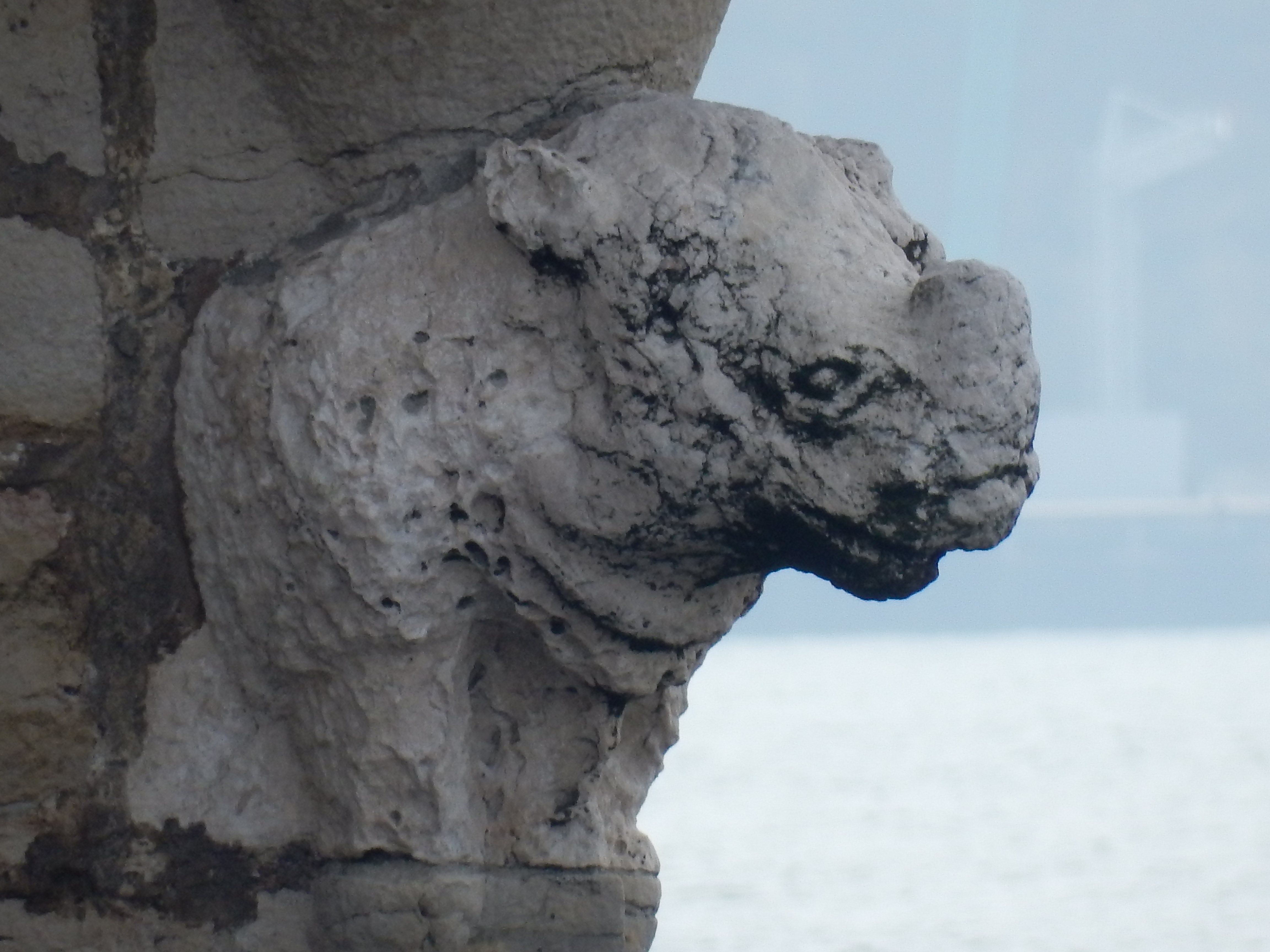
貝倫塔的犀牛頭形滴水獸裝飾

經過120天的航程，犀牛最終在葡萄牙卸貨，靠近正在興建的曼努埃爾式貝倫塔。該塔後來的懸臂下裝飾有犀牛頭形滴水獸。自羅馬時代後，歐洲已逾十二世紀未見犀牛：學者與好奇民眾紛紛前來觀察，描述此奇獸的信件傳遍歐洲。最早已知的犀牛圖像見於1515年7月13日（即抵達里斯本不到八週後）羅馬出版的佛羅倫斯詩人喬瓦尼·賈科莫·彭尼詩集插圖。
牠被安置在曼努埃爾國王位於里貝拉宮的珍禽異獸園，與埃斯塔烏斯宮的大象等其他大型動物分開。為驗證老普林尼所述大象與犀牛為天敵的說法，國王安排牠與園內幼象對決，但未及交鋒，大象便驚慌逃離。

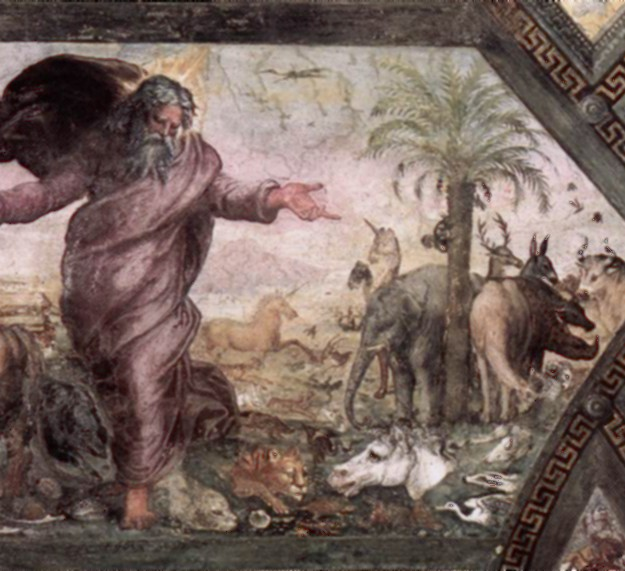
拉斐爾1518–1519年作品《動物創造》，梵蒂岡宗座宮殿二層濕壁畫。樹右側為犀牛，左側可能為漢諾象。

曼努埃爾決定將犀牛贈予教宗良十世。國王亟需教宗支持以維持對瓦斯科·達伽馬1498年開闢繞非洲至印度航線後葡萄牙在遠東新發現土地的專屬權。前一年，教宗對曼努埃爾贈送的印度白象「漢諾」極為滿意。1515年12月，犀牛佩戴着綠絲絨花卉項圈，與其他銀器香料等貴重禮物一同從特茹河啟航前往羅馬。船隻1516年初途經馬賽附近。剛從普羅旺斯聖馬克西曼-拉聖博姆返回的法王弗朗索瓦一世要求觀賞，葡萄牙船隻因此在馬賽外海的伊夫島短暫停泊。
繼續航程後，船隻在穿越利古里亞拉斯佩齊亞以北韋內雷港狹窄海域時突遇風暴沉沒。被鐵鍊鎖在甲板上的犀牛無法逃生而溺斃。屍體在維爾弗朗什附近尋獲，皮革被送回里斯本製成剝製標本。有記載稱這具填充標本於1516年2月運抵羅馬展出（意大利文「impagliato」意為「稻草填充」），但以16世紀仍屬原始的剝製術而言實屬難得。若標本真抵羅馬，其下落亦成謎：可能被美第奇家族移至佛羅倫斯，或毀於1527年羅馬之劫。儘管活犀牛在里斯本引起的轟動未在羅馬重現，當代羅馬藝術家喬瓦尼·達烏迪內與拉斐爾的畫作中仍可見犀牛形象。

## 丟勒的木刻

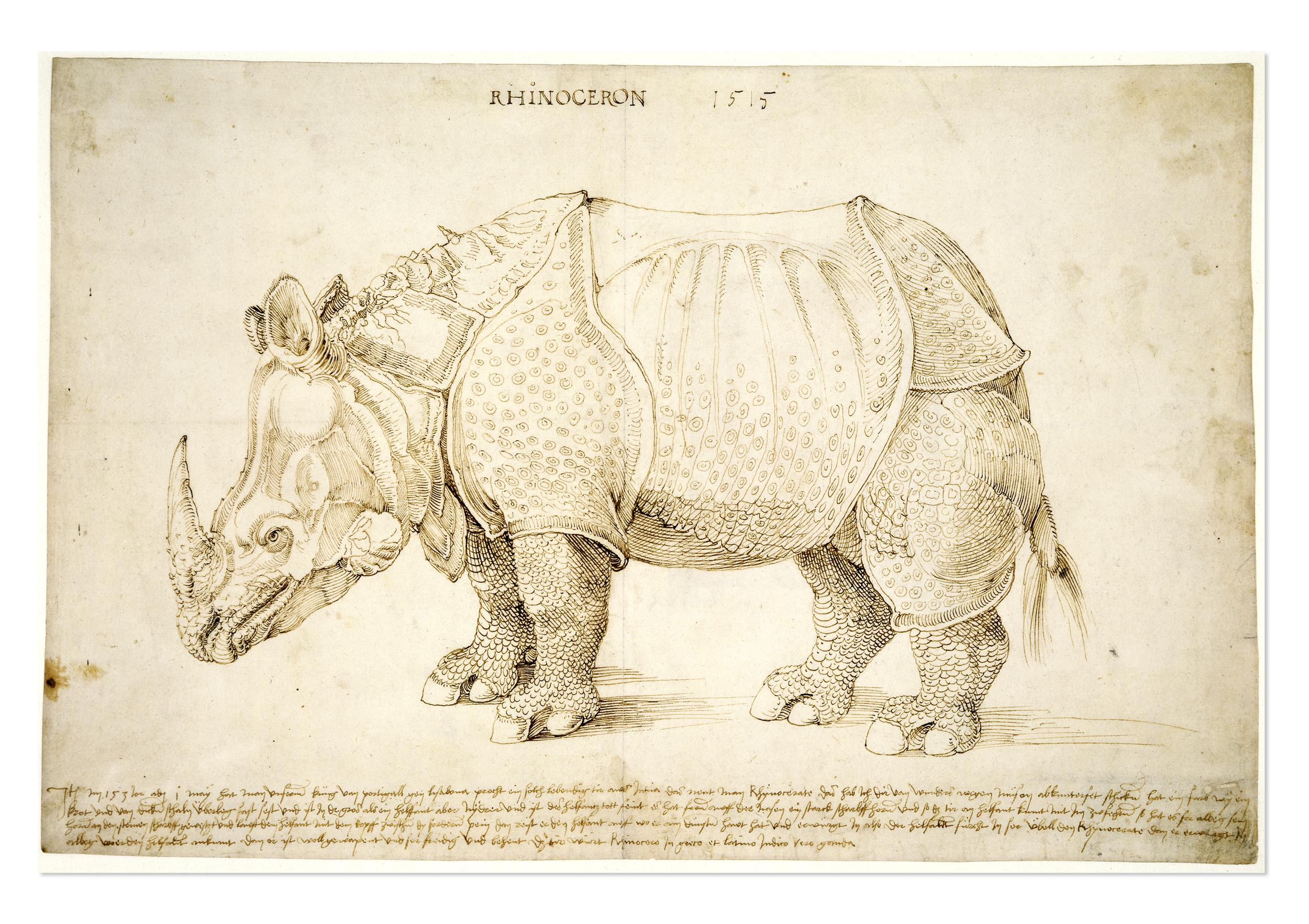
阿爾布雷希特·丟勒1515年犀牛版畫準備素描。題註誤將犀牛抵里斯本時間寫為1513年，實為1515年。

瓦倫丁·費爾南德斯是摩拉維亞商人兼印刷商，犀牛抵達里斯本後不久親見並在1515年6月寄給紐倫堡商人群體的通讯稿中描述。德文原稿已佚，但意大利文抄本存於佛羅倫斯國立中央圖書館。同期另有匿名信件從里斯本寄至紐倫堡，附帶一幅佚名畫家的草圖。丟勒——他與安特衛普的葡萄牙商館相熟——在紐倫堡見到第二封信與草圖。他據此繪製鋼筆墨水素描並刻製其鏡像版畫。
木刻上的德文題銘主要引自老普林尼記載：
|  | 公元1513年[[[sic\|原文如此]]]五月一日，強大的葡萄牙國王曼努埃爾從印度帶來這頭活獸，名為犀牛。此為真實再現。其色如斑龜，全身幾乎覆蓋厚鱗。體型似象而腿較短，幾乎刀槍不入。鼻端有堅硬尖角，常在石上磨利。此乃大象死敵。象見犀牛必懼，因犀牛衝刺時頭抵前腿間，能撕裂象腹，象無力抵禦。犀牛武裝精良，象不能傷。據聞犀牛行動敏捷，性情歡快。 |

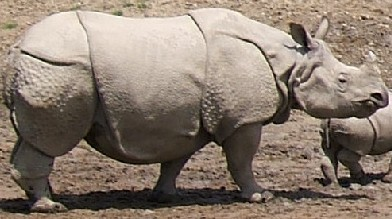
印度犀牛的皮膚褶皺與丟勒所繪鎧甲板塊高度吻合。

丟勒的木刻並非精確寫實。他描繪的犀牛全身覆蓋如盔甲的硬板，喉部有護喉甲，胸前有堅實胸甲，接縫處似有鉚釘；背部有小螺旋角，腿部有鱗片，後軀呈鋸齒狀。真實犀牛無此特徵，儘管印度犀牛皮膚深褶遠看確似鎧甲。Glynis Ridley推測葡萄牙犀象對決時可能為犀牛打造了盔甲，丟勒所繪特徵或為盔甲部件，但Bedini未提及此說。另一可能是丟勒的「盔甲」表現印度犀牛厚皮皺褶，或純屬藝術加工。丟勒還在動物全身（包括「盔甲」）繪製鱗狀紋理，可能是表現印度犀牛粗糙幾無毛髮的皮膚（其大腿與肩部有疣狀凸起），亦或是反映犀牛從印度至葡萄牙四個月航程中因緊密圈養導致的皮膚炎。

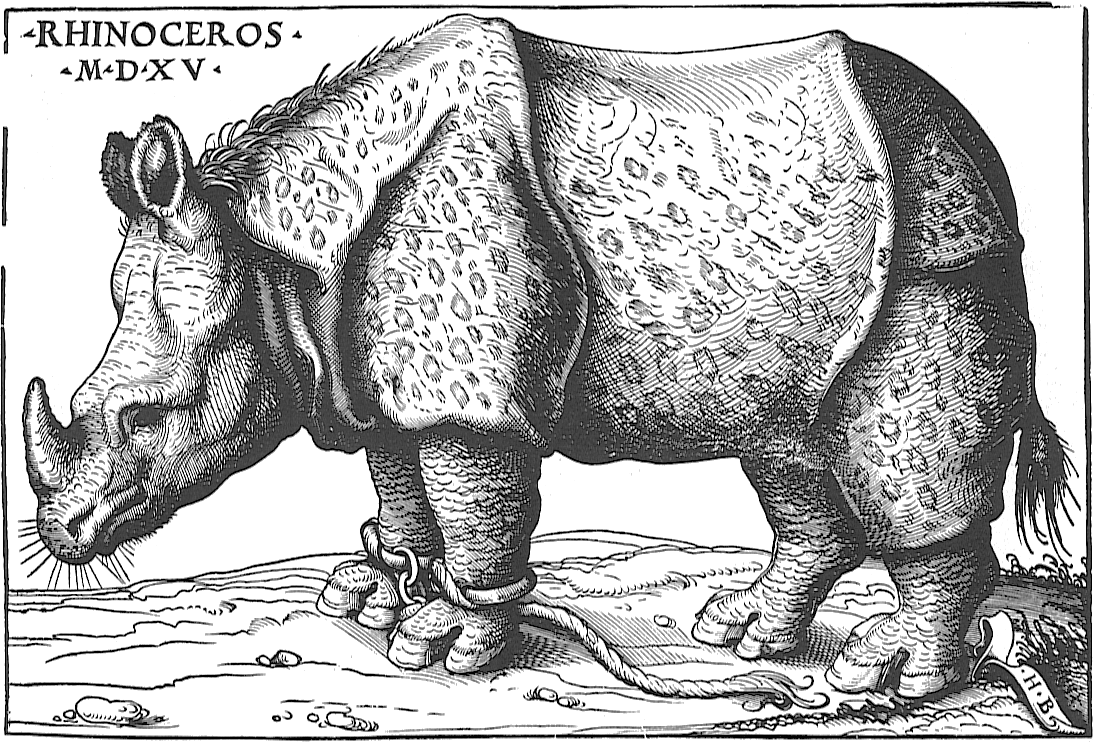
漢斯·布格克邁爾1515年木刻複製品現存唯一版本，藏於維也納阿爾貝蒂娜版畫收藏館

漢斯·布格克邁爾約同期在奧格斯堡創作了第二幅木刻。他雖與里斯本及紐倫堡商人通信，但不確定是否如丟勒般獲信件或草圖參考（甚或同一來源），或曾親赴葡萄牙觀察。其作品更貼近真實，省略了丟勒的奇幻元素並加入束縛犀牛的鐐銬鐵鏈。然丟勒作品氣勢更強，影響力遠超布格克邁爾。後者木刻僅存一件孤品，而丟勒版畫存世量極大。丟勒於1515年印製首版，其逝世後（1528年）仍有多次再版，包括1540年代兩次及16世紀末兩次。

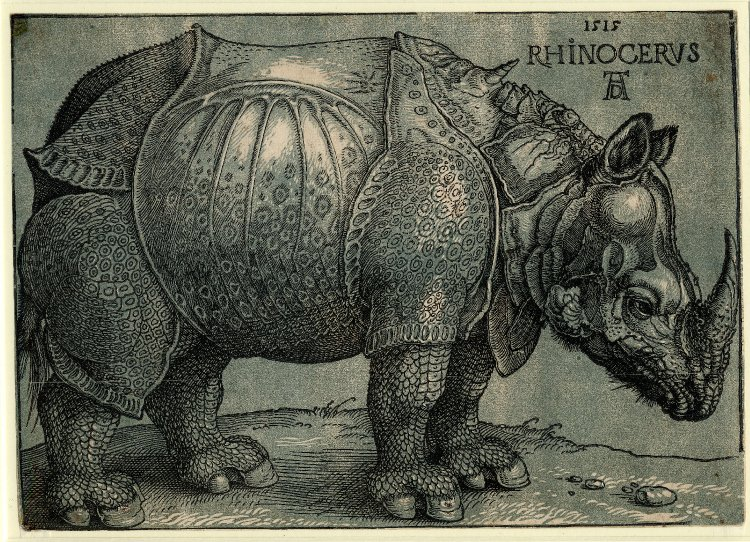
揚森的明暗木刻

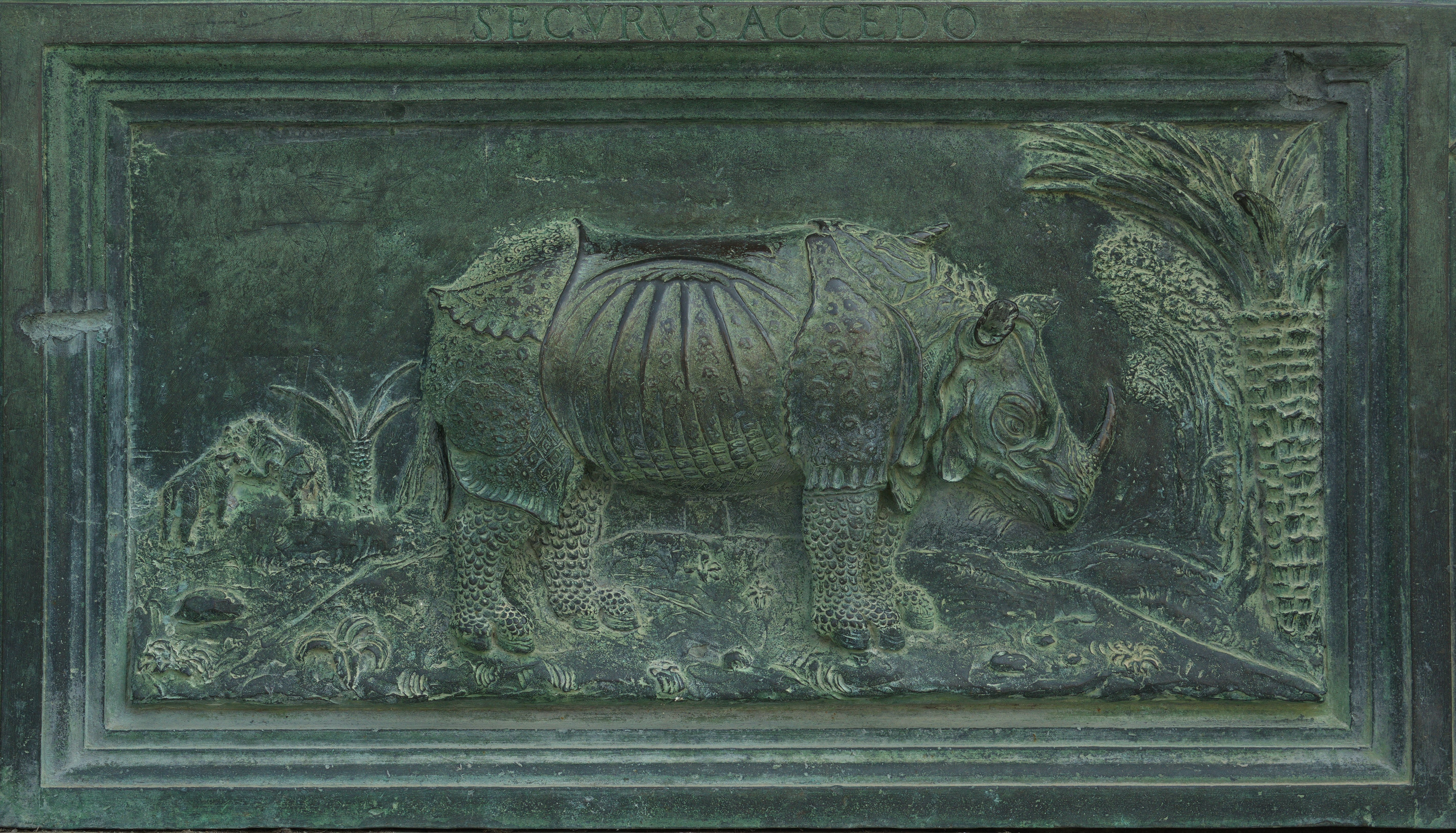
比薩主教座堂中央門左扇最下層面板，詹博洛尼亞學派約1602年作

印版後由阿姆斯特丹印刷商兼製圖師威廉·揚森（亦名Willem Blaeu等）收藏。此時印版已嚴重損壞：邊框碎裂，多處蛀孔，犀牛腿部出現明顯裂痕。揚森決定重新發行，新增以橄欖綠、深綠及灰藍等多色印刷的明暗調版，完全省略原文。此明暗木刻於1620年後出版，大英博物館藏有一件。此為八個版本中的第七版。
儘管失真，此像仍極受歡迎，直至18世紀末仍被視為犀牛標準像。丟勒或預見此況，刻意選擇製作成本更低、印量更大的木刻而非更精細的雕版畫。1536年6月，亞歷山德羅·德·美第奇選用明顯基於丟勒木刻的犀牛作為徽章，配銘文「Non vuelvo sin vencer」（古西班牙語「不勝不歸」）。1549年法國亨利二世登基入城式時，讓·古戎設計的70英尺（21米）高方尖碑基座放置了按丟勒圖像製作的犀牛雕塑，立於巴黎聖但尼街聖墓教堂前。
類似犀牛浮雕見於比薩主教座堂西側銅門面板。犀牛形象還出現於眾多繪畫雕塑中，並成為瓷器流行裝飾。儘管1580至1588年間馬德里曾飼養一頭印度犀牛八年（雖存世僅有菲利普·加勒1586年在安特衛普繪製的版畫及衍生作品），1684至1686年及1739年後倫敦亦兩度展出活犀牛，丟勒失真圖像的影響力仍歷久不衰。
18世紀中葉起，隨更多活犀牛被帶至歐洲展出並獲更準確描繪，丟勒圖像的權威地位逐漸動搖。讓-巴蒂斯特·烏德里1749年繪製了克拉拉犀牛等身肖像，喬治·斯塔布斯約1790年在倫敦創作大型犀牛畫，兩者皆比丟勒木刻精確。喬治-路易·勒克萊爾·德·布豐百科全書《自然史》中受烏德里啟發的插圖被廣泛複製，進一步推動寫實犀牛形象普及。1790年，詹姆斯·布魯斯遊記《尋找尼羅河源頭之旅》批評丟勒作品「各處嚴重失實」且「後世所有畸形犀牛畫作皆肇始於此」。然布魯斯所繪白犀牛（與印度犀牛外觀顯著不同）仍明顯殘留丟勒式失真。
符號學家翁貝托·埃科援引貢布里希《藝術與幻覺》（1961年）觀點，指出丟勒的「鱗片與疊甲」成為表現犀牛的必備元素——即使知情者亦沿用，因「他們明白唯有這些程式化圖形符號能讓觀者理解圖像所指為『犀牛』」。他亦提到犀牛皮觸感比視覺更粗糙，此類板甲與鱗片某程度傳達了非視覺資訊。
直至1930年代末，丟勒圖像仍在德國教科書中作為犀牛真實形象出現；其藝術影響力持續不衰。薩爾瓦多·達利幼時家中懸掛此木刻複製品，其多幅作品受此啟發。

## 拍賣紀錄
雖風靡一時，存世印品甚少，首版尤為罕見。2013年紐約佳士得拍賣會上，一幅精良版本以866,500美元成交，創藝術家拍賣紀錄。

### 引用
1. 1 2 3  Bedini, p. 121.
2. 1 2 3 4 5  Kuntz, Joelle. . Le Temps. 18 December 2015  [29 October 2022]. ISSN 1423-3967 （法语）.
3. ↑  Clarke (1986), chapter 2
4. 1 2  
Group of History and Theory of Science – Dürer's Rhinoceros 的存檔，存档日期10 July 2006. , State University of Campinas, Brazil.
5. 1 2 3  
Dürer's Rhinoceros 的存檔，存档日期5 May 2006. , Kallisti Digital Publishing, 7 March 2003.
6. 1 2 3  Clarke (1986), p. 20
7. ↑  Bedini (1997), p. 112.
8. ↑  Clarke (1986), p. 16.
9. ↑  Beusterien, John. . Amsterdam University Press. 2020: 51. ISBN 978-9048552252.
10. ↑  Clarke (1986), p. 19, for a photograph of a gargoyle.
11. ↑  Giovanni Giacomo Penni, Forma e natura e costumi de lo rinocerote (...). See Ugo Serani, Etiopicas 2 (2006) ISSN 1698-689X  for the original text in Italian and a translation into Spanish.
12. ↑  Bedini, Silvio A. . Proceedings of the American Philosophical Society. 1981, 125 (2): 80. ISSN 0003-049X. JSTOR 986637.
13. ↑  Vogt, Fabian. . Neue Zürcher Zeitung.   [27 October 2022] （德语）.
14. ↑  Bedini (1997), p. 127.
15. ↑  Bedini (1997), p. 132.
16. 1 2  Gessner's Hyena and the Telephone Game （页面存档备份，存于）, Manda Clair Jost, 2002 (PDF, 21 pages).
17. ↑  Clarke (1986), p. 181
18. ↑  Bedini (1997), p. 120
19. ↑  Article （页面存档备份，存于） (pt) by Luís Tirapicos at Instituto Camões
20. ↑  Lach, Donald Frederick. . University of Chicago Press. 1994: 16. ISBN 0-226-46733-3.
21. ↑  "drawing: Museum number SL,5218.161". British Museum. Retrieved 20 January 2023
22. ↑  Quammen, p. 204
23. ↑  Latin original （页面存档备份，存于） and English translation （页面存档备份，存于） of Chapter 29, Book VIII of Pliny's Naturalis Historia.
24. ↑  德文原文粗譯。另見巴黎第十二大學Bruno Faidutti博士論文法譯版： La licorne et le rhinocéros 的存檔，存档日期18 July 2006., chapter 3.2, illustration 10, November 1996. （法語）; Clarke (1986), p. 20亦有類近譯文
25. ↑  Ridley, Glynis. Clara's Grand Tour: Travels with a Rhinoceros in Eighteenth-century Europe. Atlantic Monthly Press, 2004. ISBN 1-84354-010-X
26. ↑  
Commentary 的存檔，存档日期10 October 2006. on a plate from Conrad Gessner's Mammals, folio 131 verso, from the Humanities Media Interaction Project, Keio University, Japan.
27. 1 2  Bedini (1997), p. 121.
28. ↑  藏於阿爾貝蒂娜版畫館。
29. ↑  Wills, Matthew. "Dürer's Rhinoceros and the Birth of Print Media". 28 June 2016. Retrieved 6 February 2023
30. 1 2  Clarke (1986), p. 23
31. 1 2  Quammen, p. 206
32. 1 2  . British Museum.
33. 1 2  Goldman (2012), p. 6
34. ↑  
The Journeyman Artist 的存檔，存档日期2 October 2006. , Richard Anderton, University of the West of England, at the 3rd Impact International Printmaking Conference, Cape Town, South Africa, 2003.
35. 1 2  . Christie's.
36. ↑  Bedini (1997), p. 192
37. ↑  Bedini (1997), p. 193
38. ↑  參見File:Durer's Rhinoceros on Cathedral Door, Pisa C17th.jpg。
39. ↑  Clarke, chapter 2 and 3.
40. ↑  Clarke (1986), p. 64
41. ↑  Alperson (1992), p. 80
42. ↑  Eco, Umberto. . Indiana University Press. 1978: 205. ISBN 9780253202178.
43. ↑  . Bonhams. 2013.
44. ↑  "Dürer: Masterpieces from a Private Collection". Christie's, 2013. Retrieved 20 January 2023

### 來源
- Alperson, Philip. The Philosophy of the Visual Arts. Oxford: Oxford University Press, 1992. ISBN 978-0-1950-5975-5
- Bedini, Silvano. The Pope's Elephant. Manchester: Carcanet Press, 1997. ISBN 978-0-1402-8862-9
- Clarke, T. H. The Rhinoceros from Dürer to Stubbs: 1515–1799. London: Sotheby's Publications, 1986. ISBN 978-0-8566-7322-1
- Cole, F. J.; Francis Joseph. "The History of Albrecht Durer's Rhinoceros in Zoological Literature". In Underwood, Ashworth (ed.). Science, Medicine and History: Essays on the Evolution of Scientific Thought and Medical Practice, Written in Honour of Charles Singer. Oxford: Oxford University Press, 1953. ISBN 978-0-4050-6624-5
- Feiman, Jesse. "The Matrix and the Meaning in Dürer's Rhinoceros". Art in Print, volume 2, no. 4, November - December 2012. JSTOR 43047078
- Goldman, Paul. Master Prints: Close-Up. London: British Museum, 2012. ISBN 978-0-7141-2679-1
- Quammen, David. The Boilerplate Rhino: Nature in the Eye of the Beholder. Scribner, 2001

## 延伸閱讀
- Burzyńska, Anna. Returns of the Rhinoceros. Frankfurt am Main: Tadeusz Kantor Today, 2014

## 外部連結
- BBC音頻檔案─大英博物馆100件文物中的世界史

| 前任者： 74: 玉龍杯 | 《百物看世界》 第75項 | 繼任者： 76: 機械帆船 |